# Hymenocephalus lethonemus
Hymenocephalus lethonemus es una especie de pez de la familia Macrouridae en el orden de los Gadiformes.

## Morfología
• Los machos pueden llegar alcanzar los 14 cm de longitud total.

## Depredadores
En Japón es depredado por Congriscus megastomus ,Chlorophthalmus albatrossis y Diaphus coeruleus .

## Hábitat
Es un pez de aguas profundas que vive entre 220-810 m de profundidad.

## Distribución geográfica
Se encuentra desde el sur del Japón hasta las Filipinas.